# Национальная библиотека Австралии
Национальная библиотека Австралии (англ. National Library of Australia) — крупнейшая в стране библиотека. Расположена в Паркесе, Австралийской столичной территории.
Национальная библиотека Австралии была создана в 1960 году на основе библиотеки парламента. В современном здании библиотека работает с 1968 года.
В 2012-13 годах коллекция Национальной библиотеки включала 6 496 772 экземпляра и дополнительно 15 506 метров (50 873 футов) рукописных материалов, оцифровано около 130 тыс. экземпляров. Кроме того, в библиотеке хранятся периодические издания, медиазаписи и рукописи со всего мира.
Библиотека обладает правом обязательного экземпляра. Оцифрованные фотографии размещены в Интернете на сайте Picture Australia, при этом фотографии, сделанные до 1 января 1955 года не защищены авторским правом и могут свободно использоваться. Также библиотекой создан интернет-архив Pandora Archive.